# Тетракарбонил(циклопентадиенил)ниобий
Тетракарбонил(циклопентадиенил)ниобий — карбонильный комплекс металлоорганического
сэндвичевого комплексного соединения
ниобия и циклопентадиена
с формулой Nb(C5H5)(CO)4,
красные кристаллы.

## Получение
- Через суспензию в бензоле натрия, алюминия, меди и дихлоробис(циклопентадиенил)ниобия пропускают монооксид углерода под давлением до 300 бар. Раствор фильтруют, упаривают и продукт очищают сублимацией в вакууме.

- Через суспензию в тетрагидрофуране натрия, алюминия, меди и тетрахлоро(циклопентадиенил)ниобия пропускают монооксид углерода под давлением до 330 бар. Раствор фильтруют, упаривают и продукт очищают сублимацией в вакууме при 65-100°С:

{\displaystyle {\mathsf {Nb(C_{4}H_{5})Cl_{4}+4Na+4CO\ {\xrightarrow {145^{o}C,\ 330~bar,\ Al,\ Cu}}\ Nb(C_{5}H_{5})(CO)_{4}+4NaCl}}}

## Физические свойства
Тетракарбонил(циклопентадиенил)ниобий образует красные кристаллы
ромбической сингонии,
пространственная группа P nma,
параметры ячейки a = 0,7800 нм, b = 1,2230 нм, c = 1,0619 нм, Z = 4
.
Выдерживает кратковременную экспозицию на воздухе.
Растворяется в большинстве органических растворителей, особенно хорошо в бензоле, эфире, метиленхлориде.
Растворы очень неустойчивы на свету.

## Химические свойства
- В растворах под действием света легко разлагается:

{\displaystyle {\mathsf {12Nb(C_{5}H_{5})(CO)_{4}\ {\xrightarrow {h\nu }}\ Nb_{3}(C_{5}H_{5})_{3}(CO)_{7}+5CO\uparrow }}}